# 리추 천황
리추 천황(일본어: 履中天皇 리추텐노[*], 336년? ~ 405년 4월 29일)은 일본의 제17대 천황(재위 : 400년 3월 12일 ~ 405년 4월 29일)이다. 이름은 오에노이자호와케노미코토(大兄去来穂別尊/大江之伊邪本和気命)이다. 중국의 『송서(宋書)』에 보이는 왜의 5왕 중 한 명인 왜왕 찬(讚)에 비정되기도 한다. 다만, 『고사기(古事記)』에는 그가 '임오년 정월 3일'에 64세의 나이로 사망하였다는 기사가 있어, 이 기사 내용이 맞다면 그의 재위기간은 427년 ~ 432년이 되고, 추산하면 태어난 해가 369년이 된다. 닌토쿠 천황의 첫째 황자로 태어났다. 어머니는 가쓰라기노 소쓰히코(葛城襲津彦)의 딸인 이와노히메노미코토(磐之媛)이다.

## 치세
닌토쿠 천황 재위 87년(399년) 1월, 닌토쿠 천황이 붕어하자, 스미노에나카 황자(住吉仲皇子)가 황위를 빼앗고자 반란을 일으켰다. 이에 그는 동생인 미즈하와케 황자(瑞歯別皇子, 훗날의 한제이 천황)에게 명하여 이를 주살하게 하고, 이듬해인 400년 2월에 즉위했다. 재위 2년(401년), 소가노 마치(蘇我満智), 모노노베노 이코후쓰(物部伊莒弗), 헤구리노 쓰쿠(平群木菟), 쓰부라노 오키미(円大使主) 등을 국정에 참가시켰다. 재위 4년(403년) 8월, 여러 국에 구니노후미히토(国史)라 불리는 서기관을 설치하여, 국내의 정세를 보고하게 했다. 재위 6년(405년) 정월에 구라노쓰카사(蔵職)와 구라베(蔵部)를 일으켰고, 같은해 3월 병으로 인해 와카자쿠라 궁(稚桜宮)에서 사망하였다. 사망 당시 나이는 『일본서기(日本書紀)』에는 70세, 『고사기』에는 64세, 『신황정통기(神皇正統記)』에는 67세로 적혀 있다.

## 가족 관계
- 아버지 : 일본 제16대 닌토쿠 천황(仁德天皇, 257~399)
- 어머니 : 이와노히메노미코토(磐之媛)
  - 황비 : 쿠로히메(黒媛)
    - 장남 : 이와사카오리치노헤노오시하노미코(磐坂市辺押磐皇子, ?~456)
      - 손자 : 일본 제24대 닌켄 천황(仁賢天皇, 449~498)
      - 손자 : 일본 제23대 겐조 천황(顕宗天皇, 450~487)

    - 아들 : 미마노미코(御馬皇子)
    - 딸 : 아오미노히메미코(青海皇女, 440~484)

  - 황후 : 쿠사카노하타비(草香幡梭皇女) - 오진 천황의 황녀
    - 딸 : 나카시노히메미코(中磯皇女)[1] - 안코 천황의 황후

  - 빈 : 후토히메노이라쓰메(太姫郎姫) - 타카츠루노이라츠메(高鶴郎姫)와 자매
  - 빈 : 타카츠루노이라쓰메(高鶴郎姫) - 후토히메노이라쓰메(太姫郎姫)와 자매

## 같이 보기
- 일본 천황